# Formă de relief
Forma de relief reprezintă totalitatea neuniformităților (denivelărilor) scoarței terestre, fiind rezultatul interacțiunii agenților geografici interni și externi. Cele mai cunoscute forme de relief sunt muntele, dealul, câmpia (numită și șes),marea, valea, depresiunea și podișul; caracteristicile lor sunt determinate de înălțimile la care acestea se află, de tipul geologic din care sunt alcătuite și de floră și faună. Cele mai înalte forme de relief sunt munții (cel mai înalt fiind 8848, vârful Everest din masivul Himalayan) și cele mai joase (de sub nivelul mării) sunt fosele sau gropile abisale (cea mai joasă fiind la 11 022, Groapa Marianelor, Oceanul Pacific). Formele de relief pot fi continentale sau submarine.
Munții - reprezintă forme de relief cu altitudini absolute de peste 800 m, cu versanți și pantă accentuată.
După aspect munții pot apărea formând munți răzleți (vulcanul Kilimanjaro), sub formă de lanțuri muntoase (Caucazul Mare), sub formă de sisteme montane (Alpino-Carpato-Himalaian).
După vârstă sunt munți vechi (Scandinavi, Ural) și munți tineri (Alpi, Caucaz).
După modul de formare sunt munți tectonici, vulcanici și micști.
Marea - reprezinta nivelul la care se raporteaza toate formele de relief
Podișurile - reprezintă forme de relief cu altitudine absolute de peste 200 m și cu aspect de platou, formată de interfluvii largi, despărțite de văi adânci. Există podișuri ce se suprapun regiunilor de platformă și constitue podișuri joase (podișul Rusiei Centrale), iar altele se află în regiunile de orogen și au o înălțime de mii de metri (podișul Iran, Tibet).
Dealurile - formă de relief cuprinse între 300 și 1000 m, cu aspect de culmi alungite sau cupole rotunjite.
Câmpiile - formă de relief majoră, netedă sau ușor ondulată cu altitudini cuprinse între 0 și 300 m.